# Barcelonas zoo
Barcelonas zoo ligger i Ciutadellaparken i Barcelona och invigdes 1892 efter att Världsutställningen 1888 hade hållits där. Det är en av Europas äldsta zoologiska trädgårdar. Parken var först i Europa med ett delfinarium. Det mest kända djuret som har funnits i parken är "Copito de Nieve" (Snöflingan), världens enda albinogorilla. På 2000-talet har parken börjat att byggas om med nya och större anläggningar för de flesta djuren. 2016 byggs en afrikansk savann.

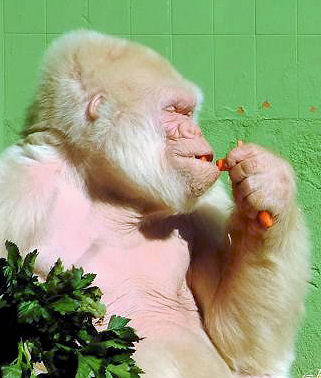
Djurparkens albinogorilla, 2003.